# Лёгкая атлетика на Играх доброй воли 1990
Соревнования по лёгкой атлетике в рамках Вторых Игр доброй воли прошли в течение пяти дней с 22 по 26 июля 1990 года на стадионе «Хаски» в Сиэтле, штат Вашингтон.
В состязаниях приняли участие 370 легкоатлетов из 28 государств. Атлеты приезжали выступать по специальным приглашениям, выдававшимся в зависимости от успехов на Олимпийских играх, чемпионатах мира и других крупных стартах. Приглашение проигнорировали многие европейские спортсмены, посчитавшие более важным стартом чемпионат Европы в Сплите, который должен был состояться спустя месяц после Игр.
В связи с сокращением общего количества участников организаторы решили отказаться от предварительных квалификационных этапов — призёры в каждой дисциплине определялись сразу без какой-либо квалификации. Были разыграны 43 комплекта наград, 23 у мужчин и 20 у женщин.
Основная борьба развернулась между сборными Соединённых Штатов и Советского Союза, как это было и четыре года назад на предыдущих Играх доброй воли в Москве. Американские спортсмены в итоге выиграли общекомандный зачёт, завоевав 54 медали, в том числе 20 золотых. Советская сборная уверенно расположилась на втором месте, получив 43 медали (14 золотых). Команды Кубы и Ямайки стали третьей и четвёртой соответственно.
Кубинка Ана Фиделия Кирот впервые в истории Игр одержала победу сразу в двух индивидуальных дисциплинах, превзойдя всех соперниц на дистанциях 400 и 800 метров. Американцы заняли весь пьедестал почёта в беге на 100 метров, как у мужчин, так и у женщин, а также в беге на 110 метров с барьерами и прыжках в высоту. Советские легкоатлеты добились безоговорочного лидерства в метании молота среди мужчин и марафоне среди женщин. Американская бегунья Шейла Эчолс сумела выиграть три медали разного достоинства: золото в эстафете 4 × 100 метров, серебро в дисциплине 100 метров и бронзу в прыжках в длину. Среди прочих атлетов в Сиэтле выступил выдающийся спринтер Карл Льюис, ставший серебряным призёром на дистанции 100 метров и чемпионом в прыжках в длину.
В 14-и дисциплинах были установлены рекорды Игр, а в ходьбе на 10 000 метров советская спортсменка Надежда Ряшкина установила мировой рекорд — 41:56.23.
Впервые Игры столкнулись с допинговыми дисквалификациями, представительницы СССР Тамара Быкова и Лариса Никитина, выигравшие в своих дисциплинах серебряные медали, были уличены в применении запрещённых веществ, и их результаты пришлось аннулировать.

## Призёры

### Мужчины
| Дисциплина             | Золото                                                              | Золото        | Серебро                                                                 | Серебро    | Бронза                                                                  | Бронза     |
| ---------------------- | ------------------------------------------------------------------- | ------------- | ----------------------------------------------------------------------- | ---------- | ----------------------------------------------------------------------- | ---------- |
| 100 м                  | Лерой Баррелл (USA)                                                 | 10.05         | Карл Льюис (USA)                                                        | 10.08      | Марк Уизерспун (USA)                                                    | 10.17      |
| 200 м                  | Майкл Джонсон (USA)                                                 | 20.54         | Робсон да Силва (BRA)                                                   | 20.77      | Деннис Митчелл (USA)                                                    | 20.89      |
| 400 м                  | Роберто Эрнандес (CUB)                                              | 44.79 GR      | Дэнни Эверетт (USA)                                                     | 45.05      | Эндрю Валмон (USA)                                                      | 45.46      |
| 800 м                  | Джордж Керш (USA)                                                   | 1:45.10 GR    | Марк Эверетт (USA)                                                      | 1:45.80    | Жозе Луис Барбоза (BRA)                                                 | 1:45.81    |
| 1500 м                 | Джо Фэлкон (USA)                                                    | 3:39.97       | Уильям Тануи (KEN)                                                      | 3:40.13    | Маркус О’Салливан (IRL)                                                 | 3:40.58    |
| 5000 м                 | Пол Уильямс (CAN)                                                   | 13:33.52 GR   | Аддис Абебе (ETH)                                                       | 13:35.67   | Михаил Дасько (URS)                                                     | 13:36.44   |
| 10 000 м               | Хамму Бутайеб (MAR)                                                 | 27:26.43 GR   | Аддис Абебе (ETH)                                                       | 27:42.65   | Джон Нгуги (KEN)                                                        | 27:42.95   |
| 110 м с барьерами      | Роджер Кингдом (USA)                                                | 13.47         | Тони Дис (USA)                                                          | 13.48      | Артур Блейк (USA)                                                       | 13.53      |
| 400 м с барьерами      | Уинтроп Грэм (JAM)                                                  | 48.78         | Дейв Патрик (USA)                                                       | 49.00      | Кевин Янг (USA)                                                         | 49.17      |
| 3000 м с препятствиями | Брайан Димер (USA)                                                  | 8:32.24       | Василий Коромыслов (URS)                                                | 8:33.76    | Валерий Вандяк (URS)                                                    | 8:34.18    |
| Эстафета 4×100 м       | США · Майкл Марш · Дарон Каунсил · Андре Кэйсон · Деннис Митчелл    | 38.45         | Куба · Андрес Симон · Леандро Пеньяльвер · Феликс Стивенс · Хоэль Исаси | 38.49      | СССР · Виктор Брызгин · Владимир Крылов · Олег Фатун · Павел Галкин     | 38.96      |
| Эстафета 4×400 м       | США · Кларенс Дэниел · Эндрю Валмон · Антонио Петтигрю · Тим Саймон | 2:59.54 GR    | Ямайка · Сеймур Фаган · Девон Моррис · Ховард Бернетт · Патрик О’Коннор | 3:00.45    | Куба · Хуан Мартинес · Феликс Стивенс · Эктор Эррера · Роберто Эрнандес | 3:03.35    |
| Марафон                | Дейв Мора (USA)                                                     | 2:14:50       | Николай Табак (URS)                                                     | 2:16:28    | Питер Мар (CAN)                                                         | 2:17:16    |
| Ходьба 20 000 м        | Эрнесто Канто (MEX)                                                 | 1:23:13.12 GR | Михаил Щенников (URS)                                                   | 1:23:22.34 | Бернд Гуммельт (GDR)                                                    | 1:23:29.61 |
| Прыжок в высоту        | Холлис Конуэй (USA)                                                 | 2.33          | Даг Нордквист (USA)                                                     | 2.30       | Тони Бартон (USA)                                                       | 2.30       |
| Прыжок с шестом        | Радион Гатауллин (URS)                                              | 5.92          | Григорий Егоров (URS)                                                   | 5.87       | Тим Брайт (USA)                                                         | 5.77       |
| Прыжок в длину         | Карл Льюис (USA)                                                    | 8.38          | Майк Пауэлл (USA)                                                       | 8.34       | Роберт Эммиян (URS)                                                     | 8.23       |
| Тройной прыжок         | Кенни Харрисон (USA)                                                | 17.72 GR      | Майк Конли (USA)                                                        | 17.48      | Владимир Иноземцев (URS)                                                | 17.06      |
| Толкание ядра          | Рэнди Барнс (USA)                                                   | 21.44         | Джим Дёринг (USA)                                                       | 21.12      | Вячеслав Лыхо (URS)                                                     | 20.70      |
| Метание диска          | Ромас Убартас (URS)                                                 | 67.14 GR      | Ками Кешмири (USA)                                                      | 65.50      | Майк Бунчик (USA)                                                       | 62.06      |
| Метание молота         | Игорь Астапкович (URS)                                              | 84.12         | Андрей Абдувалиев (URS)                                                 | 82.20      | Игорь Никулин (URS)                                                     | 82.14      |
| Метание копья          | Виктор Зайцев (URS)                                                 | 84.16 GR      | Рамон Гонсалес (CUB)                                                    | 80.84      | Масами Ёсида (JPN)                                                      | 77.36      |
| Десятиборье            | Дейв Джонсон (USA)                                                  | 8403 GR       | Дэн О’Брайен (USA)                                                      | 8358       | Михаил Медведь (URS)                                                    | 8330       |

### Женщины
| Дисциплина        | Золото                                                                           | Золото      | Серебро                                                                   | Серебро  | Бронза                                                                                  | Бронза   |
| ----------------- | -------------------------------------------------------------------------------- | ----------- | ------------------------------------------------------------------------- | -------- | --------------------------------------------------------------------------------------- | -------- |
| 100 м             | Карлетт Гуидри (USA)                                                             | 11.03       | Шейла Эчолс (USA)                                                         | 11.05    | Мишель Финн (USA)                                                                       | 11.05    |
| 200 м             | Даннетт Янг (USA)                                                                | 22.64       | Полин Дэвис (BAH)                                                         | 22.88    | Грейс Джексон (JAM)                                                                     | 22.96    |
| 400 м             | Ана Фиделия Кирот (CUB)                                                          | 50.34       | Людмила Джигалова (URS)                                                   | 51.38    | Рошель Стивенс (USA)                                                                    | 51.54    |
| 800 м             | Ана Фиделия Кирот (CUB)                                                          | 1:57.42 GR  | Лилия Нурутдинова (URS)                                                   | 1:57.52  | Татьяна Гребенчук (URS)                                                                 | 1:58.21  |
| 1500 м            | Наталья Артёмова (URS)                                                           | 4:09.48     | Екатерина Подкопаева (URS)                                                | 4:09.91  | Паттисью Пламер (USA)                                                                   | 4:10.72  |
| 3000 м            | Паттисью Пламер (USA)                                                            | 8:51.59     | Елена Романова (URS)                                                      | 8:51.79  | Линн Дженнингс (USA)                                                                    | 8:52.34  |
| 5000 м            | Елена Романова (URS)                                                             | 15:02.23 GR | Вьорика Гикан (ROM)                                                       | 15:27.77 | Сабрина Дорнхёфер (USA)                                                                 | 15:38.87 |
| 10 000 м          | Ванда Панфиль (POL)                                                              | 32:01.17 GR | Кэти О’Брайен (USA)                                                       | 32:05.40 | Ольга Назаркина (URS)                                                                   | 32:05.76 |
| 100 м с барьерами | Наталья Григорьева (URS)                                                         | 12.70       | Людмила Нарожиленко (URS)                                                 | 12.88    | Лавонна Мартин (USA)                                                                    | 12.89    |
| 400 м с барьерами | Сандра Фармер-Патрик (USA)                                                       | 55.16       | Шовонда Уильямс (USA)                                                     | 55.65    | Людмила Ходасевич (URS)                                                                 | 57.33    |
| Эстафета 4×100 м  | США · Карлетт Гуидри · Шейла Эчолс · Мишель Финн · Эвелин Эшфорд                 | 42.46       | СССР · Елена Быкова · Галина Мальчугина · Наталья Ковтун · Ирина Сергеева | 42.67    | Ямайка · Мишель Фримен · Джульет Кэмпбелл · Лэйфейн Карнеги · Этлин Тейт                | 44.12    |
| Эстафета 4×400 м  | СССР «A» · Елена Виноградова · Марина Шмонина · Елена Рузина · Людмила Джигалова | 3:23.70     | США · Наташа Кайзер · Рошель Стивенс · Лилли Литервуд · Мейсел Мэлоун     | 3:24.53  | СССР «B» · Надежда Лобойко · Татьяна Гребенчук · Надежда Олизаренко · Лилия Нурутдинова | 3:30.60  |
| Марафон           | Зоя Иванова (URS)                                                                | 2:34:38     | Ирина Богачёва (URS)                                                      | 2:36:25  | Рамиля Бурангулова (URS)                                                                | 2:37:41  |
| Ходьба 10 000 м   | Надежда Ряшкина (URS)                                                            | 41:56.23 WR | Керри Саксби (AUS)                                                        | 41:57.22 | Беате Андерс (GDR)                                                                      | 42:48.51 |
| Прыжок в высоту   | Елена Елесина (URS)                                                              | 2.02        | Иоланда Хенри (USA)[a]                                                    | 1.92[a]  | Мэгуми Сато (JPN)[a]                                                                    | 1.89[a]  |
| Прыжок в длину    | Инесса Кравец (URS)                                                              | 6.93        | Лариса Бережная (URS)                                                     | 6.61     | Шейла Эчолс (USA)                                                                       | 6.51     |
| Толкание ядра     | Наталья Лисовская (URS)                                                          | 20.60       | Хуан Чжихун (CHN)                                                         | 20.50    | Бельси Ласа (CUB)                                                                       | 18.98    |
| Метание диска     | Ильке Вилудда (GDR)                                                              | 68.08       | Ирина Ятченко (URS)                                                       | 67.04    | Ольга Бурова (URS)                                                                      | 65.46    |
| Метание копья     | Наталья Шиколенко (URS)                                                          | 61.62       | Татьяна Шиколенко (URS)                                                   | 59.06    | Карин Смит (USA)                                                                        | 58.94    |
| Семиборье         | Джекки Джойнер-Керси (USA)                                                       | 6783        | Светлана Зинина (URS)[b]                                                  | 6128[b]  | Джиа Джонсон (USA)[b]                                                                   | 5963[b]  |

a  В прыжках в высоту второе место с результатом 1,92 метра заняла советская спортсменка Тамара Быкова, однако её уличили в использовании запрещённого вещества эфедрина, и результат был аннулирован.
b  Набрав 6236 очка, второе место в семиборье заняла советская спортсменка Лариса Никитина, однако её уличили в использовании запрещённого вещества амфетамина, и результат был аннулирован.

## Распределение наград
*   Страна-организатор
| Место           | Страна            | Золото | Серебро | Бронза | Всего |
| --------------- | ----------------- | ------ | ------- | ------ | ----- |
| 1               | США*              | 20     | 16      | 18     | 54    |
| 2               | СССР              | 14     | 16      | 13     | 43    |
| 3               | Куба              | 3      | 2       | 2      | 7     |
| 4               | Ямайка            | 1      | 1       | 2      | 4     |
| 5               | ГДР               | 1      | 0       | 2      | 3     |
| 6               | Канада            | 1      | 0       | 1      | 2     |
| 7               | Марокко           | 1      | 0       | 0      | 1     |
| 7               | Мексика           | 1      | 0       | 0      | 1     |
| 7               | Польша            | 1      | 0       | 0      | 1     |
| 10              | Эфиопия           | 0      | 2       | 0      | 2     |
| 11              | Бразилия          | 0      | 1       | 1      | 2     |
| 11              | Кения             | 0      | 1       | 1      | 2     |
| 13              | Австралия         | 0      | 1       | 0      | 1     |
| 13              | Багамские Острова | 0      | 1       | 0      | 1     |
| 13              | Китай             | 0      | 1       | 0      | 1     |
| 13              | Румыния           | 0      | 1       | 0      | 1     |
| 17              | Япония            | 0      | 0       | 2      | 2     |
| 18              | Ирландия          | 0      | 0       | 1      | 1     |
| Всего стран: 18 | Всего стран: 18   | 43     | 43      | 43     | 129   |

## Участники
- Алжир (2)
- Австралия (4)
- Багамские Острова (2)
- Бразилия (3)
- Канада (19)
- Китай (4)
- Колумбия (2)
- Куба (17)
- ГДР (5)
- Эквадор (1)
- Эфиопия (6)
- Франция (3)
- Греция (1)
- Исландия (1)
- Ирландия (2)
- Италия (3)
- Ямайка (19)
- Япония (5)
- Кения (3)
- Марокко (4)
- Мексика (10)
- Нигерия (5)
- Польша (1)
- Румыния (5)
- СССР (103)
- Танзания (2)
- США (136)
- ФРГ (2)